# Dylan Bibic
Dylan Bibic (* 3. August 2003 in Mississauga) ist ein kanadischer Radsportler.

## Sportlicher Werdegang
Schon als Kind begann Dylyn Bibic mit dem Radsport, auf der Straße, im Cyclocross, und – nachdem 2015 nahe seinem Wohnort das Mattamy National Cycling Centre in Milton eröffnet worden war – auch auf der Bahn.
2021 wurde Bibic zehnfacher kanadischer Juniorenmeister auf der Bahn. Bei den Junioren-Weltmeister errang er den Titel im Punktefahren, im Omnium belegte er Platz zwei und mit Carson Mattern Platz drei im Zweier-Mannschaftsfahren. Im Jahr darauf wurde er Weltmeister der Elite im Scratch und war damit der erste Kanadier nach 39 Jahren, der einen WM-Titel auf der Bahn gewann. Bei den Panamerikameisterschaften errang er fünf Titel: im Scratch, Omnium, Zweier-Mannschaftsfahren, Ausscheidungsfahren und in der Mannschaftsverfolgung. Beim Lauf der Champions League in Berlin gewann er das Ausscheidungsfahren. 2023 wurde er Vize-Weltmeister im Ausscheidungsfahren.
2023 und 2024 gewann Bibic jeweils die Gesamtwertung der Champions League. Bei den Olympischen Spielen 2024 kam er mit dem kanadischen Team auf den siebten Platz in der Mannschaftsverfolgung, während er sich im Omnium mit dem 19. Platz begnügen musste.
Auf der Straße fährt Bibic seit 2023 für die Israel Premier Tech Academy, blieb bisher (2025) aber ohne nennenswerte Ergebnisse.

## Ehrungen
2021 und 2022 wurde Dylan Bibic zum „Radsportler des Jahres“ von Kanada gekürt.

## Erfolge

### Bahn
2021
- Junioren-Weltmeister – Punktefahren
- Junioren-Weltmeisterschaft – Omnium
- Junioren-Weltmeisterschaft – Zweier-Mannschaftsfahren (mit Carson Mattern)
- Kanadischer Junioren-Meister – 1000-Meter-Zeitfahren, Keirin, Sprint, Teamsprint (mit Carson Mattern und Tyler Rorke), Einerverfolgung, Scratch, Ausscheidungsfahren, Punktefahren, Zweier-Mannschaftsfahren (mit Philippe Jacob), Mannschaftsverfolgung (mit Michael Leonard, Carson Mattern und David Olejniczak)

2022
- Weltmeister – Scratch
- Panamerikameister – Omnium, Zweier-Mannschaftsfahren (mit Michael Foley), Ausscheidungsfahren, Mannschaftsverfolgung (mit Evan Burtnik, Chris Ernst und Sean Richardson)
- Panamerikameisterschaft – Scratch
- Champions League in Berlin – Ausscheidungsfahren
- Kanadischer Meister – Omnium, Zweier-Mannschaftsfahren (mit Mathias Guillemette)

2023
- Weltmeisterschaft – Ausscheidungsfahren
- Panamerikameister – Ausscheidungsfahren, Omnium, Scratch, Zweier-Mannschaftsfahren (mit Mathias Guillemette), Mannschaftsverfolgung (mit Michael Foley, Chris Ernst, Mathias Guillemette und Sean Richardson)
- Kanadischer Meister – Scratch, Omnium, Zweier-Mannschaftsfahren (mit Mathias Guillemette)
- Champions League – Ausdauer-Gesamtwertung / vier Einzelsiege

2024
- Kanadischer Meister – Ausscheidungsfahren, Omnium, Punktefahren, Zweier-Mannschaftsfahren (mit Mathias Guillemette)
- Nations Cup in Adelaide – Ausscheidungsfahren, Omnium
- Nations Cup in Milton – Ausscheidungsfahren
- Weltmeisterschaft – Ausscheidungsfahren
- Champions League – Ausdauer-Gesamtwertung / drei Einzelsiege